# 纳姆德夫

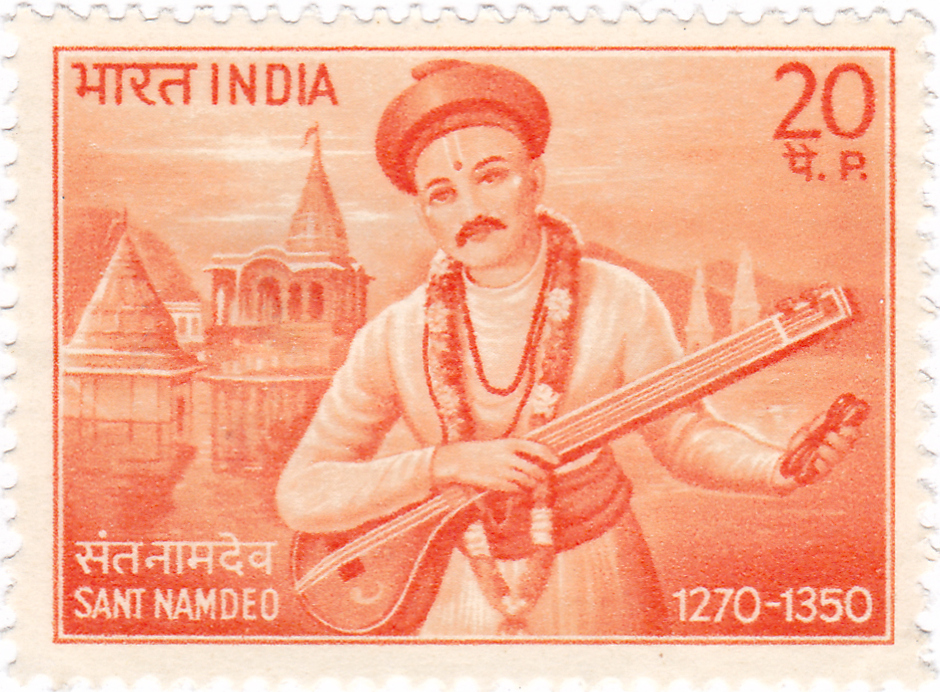
1970年印度郵票上的納姆德夫肖像

纳姆德夫是13至14世紀來自印度欣戈利縣的一位馬拉地人以及圣人。纳姆德夫最終在本特尔布尔去世。时至今日，大批信徒依然會前往本特尔布尔朝圣。  纳姆德夫在北印度的锡克教徒中有一定的地位。 《古鲁·格兰特·萨希卜》中收录了纳姆德夫創作的一些赞美诗。 